# Zippammer

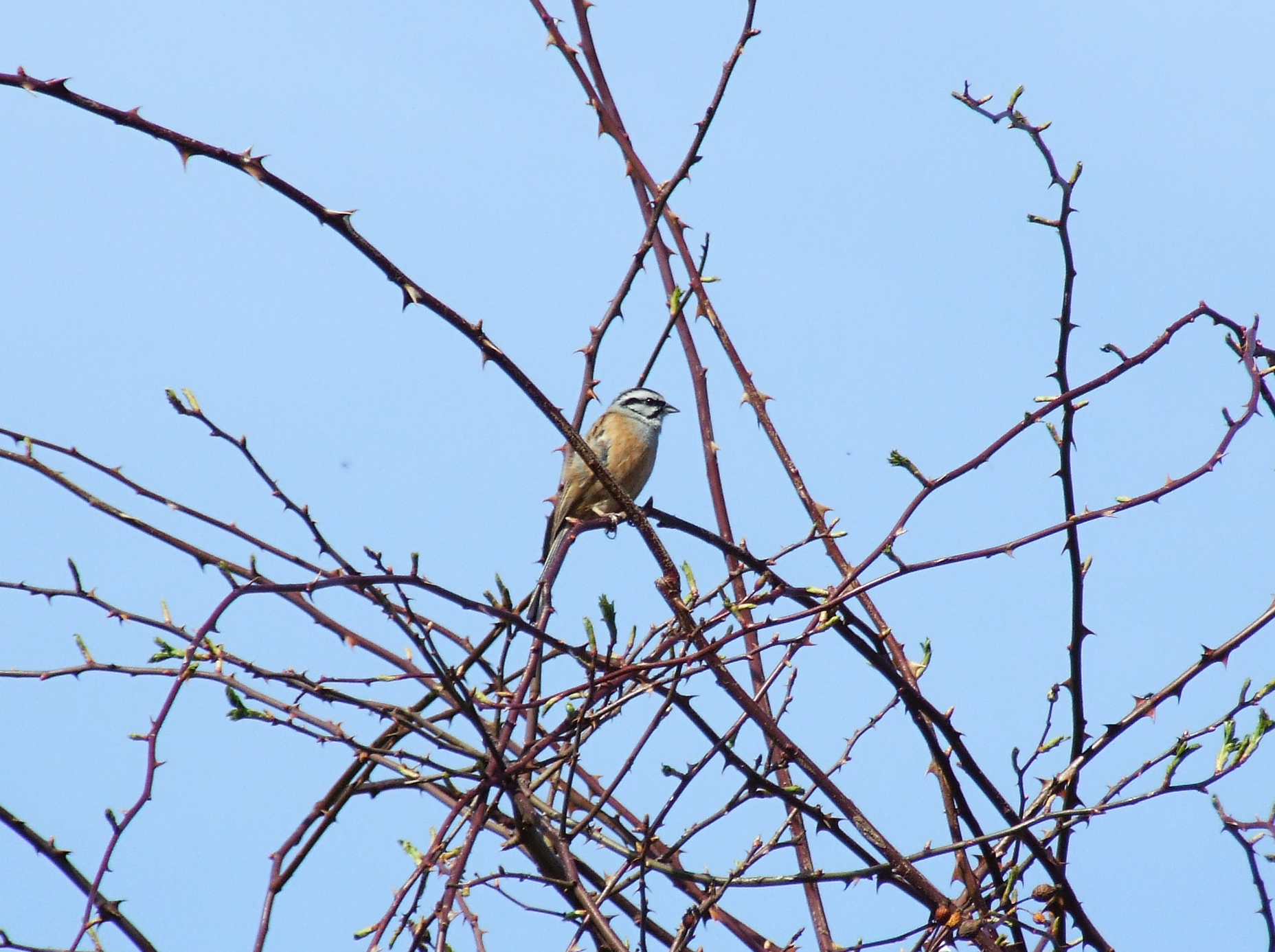
Eine Zippammer im Ahrtal

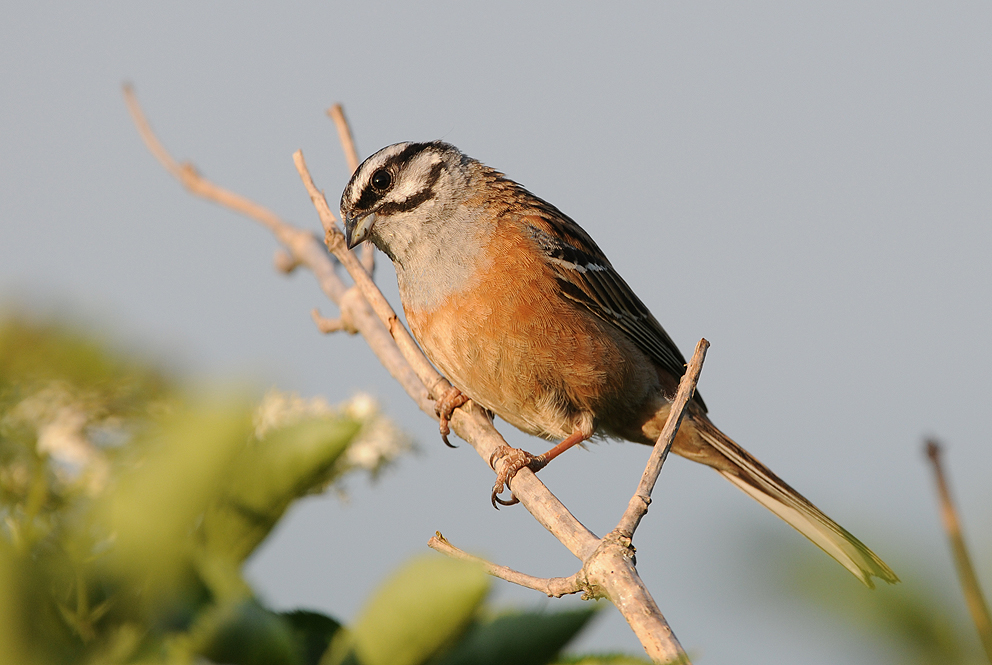
Zippammer im Juni, Österreich

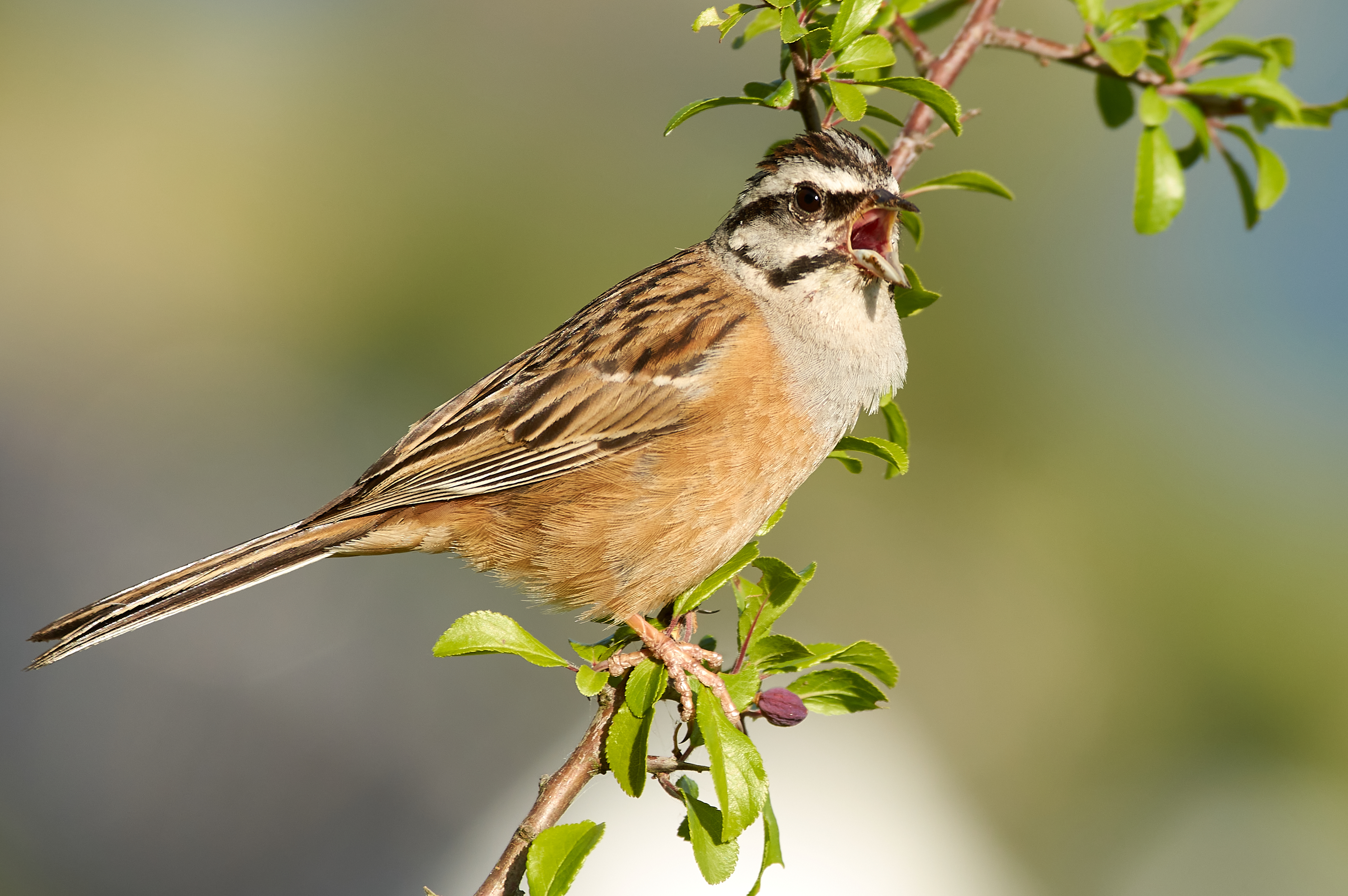
Zippammer bei Cochem (Mosel)

Die  Zippammer  (Emberiza cia) gehört unter den Vogelarten zu den Ammern. Sie ist sowohl ein Körner- als auch Insektenfresser. Sie kommt als Brutvogel in Südeuropa und Nordafrika sowie Vorderasien bis in das zentralasiatische Hochland vor. Im mediterranen Raum ist sie in felsigem Biotop regelmäßig anzutreffen. In Mitteleuropa ist sie ein spärlicher bis seltener Brutvogel, der auf sonnige Hügelländer und Alpentäler begrenzt ist und steile Weinberg-Biotope bevorzugt. Dort stößt sie an ihre nördliche Verbreitungsgrenze. In Deutschland kommt sie nur in wenigen wärmebegünstigten Gegenden vor. In der Roten Liste der Brutvögel Deutschlands wird sie zu den vom Aussterben bedrohten Arten gezählt.
In Österreich wird die Zippammer als NT (Gefährdung droht) in der aktuellen Roten Liste (5. Fassung) mit 301 – 1000 Brutrevieren angegeben, wobei sich
die Verbreitung auf ganz Österreich verteilt, mit Schwerpunkten in den inneralpinen Trockentälern im Westen sowie vor allem im Bereich in und um die Wachau.

## Feldkennzeichen
Von der Größe und Gestalt her kommt die Zippammer einem langschwänzigen Sperling nahe. Ähnlich wie bei der Goldammer besteht im ersten Jahreskleid kein ausgesprochener Geschlechtsdimorphismus. Männchen im ersten Jahreskleid sind feldornithologisch nur schwer von adulten Weibchen zu unterscheiden.

### Feldkennzeichen adulter Männchen
Die Färbung von Kopf, Kehle und Vorderbrust ist blaugrau mit markanten schwarzen Scheitel, Zügel-, Augen- und Bartstreifen. Der Rücken ist kastanienbraun mit schwarzer Längsstreifung, der Bürzel ungestreift lohfarben braun, die Unterseite zimtbraun. Die schwarzbraunen sichtbaren Teile der Armschwingen und Deckfedern des Flügels werden überwiegend von breiten lohfarbenen Säumen begrenzt. Die zwei äußersten Steuerfedern des Schwanzes sind in der unteren Hälfte auffallend weiß (insbesondere die breite Innenfahne) und werden bei Erregung durch charakteristisches „zuckendes Spreizen“ gut sichtbar. Im Herbst sind die markanten Farben der frisch vermauserten Kopffedern durch braune Spitzen teilweise verdeckt.
Vorjährige Männchen sind nicht so kontrastreich gefärbt wie die adulten Männchen.

### Adulte Weibchen
Die dunklen Zügel und übrigen Kopfstreifen sind bräunlich angehaucht, das Blaugrau der Zwischenfelder und der Brust ist weniger intensiv mit bräunlichem Anflug. Der Bauch erscheint matter zimtfarben.
Bei vorjährigen Weibchen sind die Kopfstreifen undeutlich gräulichbraun gefärbt, die Zwischenfelder gelbgrau, die Färbung von Kehle, Brust und Bauch ist weniger ausgeprägt.

### Nestlinge und Jungvögel
Nestlinge sind mit langen, dichten und dunkelgrauen Dunen bedeckt. Der Rachen und die Zunge ist gelblich rosafarben, die Zungenpapillen dagegen blassrosa. Die Schnabelwülste sind blassgelb.
Die flüggen Jungvögel tragen ein braunes Gefieder, das durch die lohfarben-braun umrandeten dunklen Flügelfedern gestrichelt erscheint.

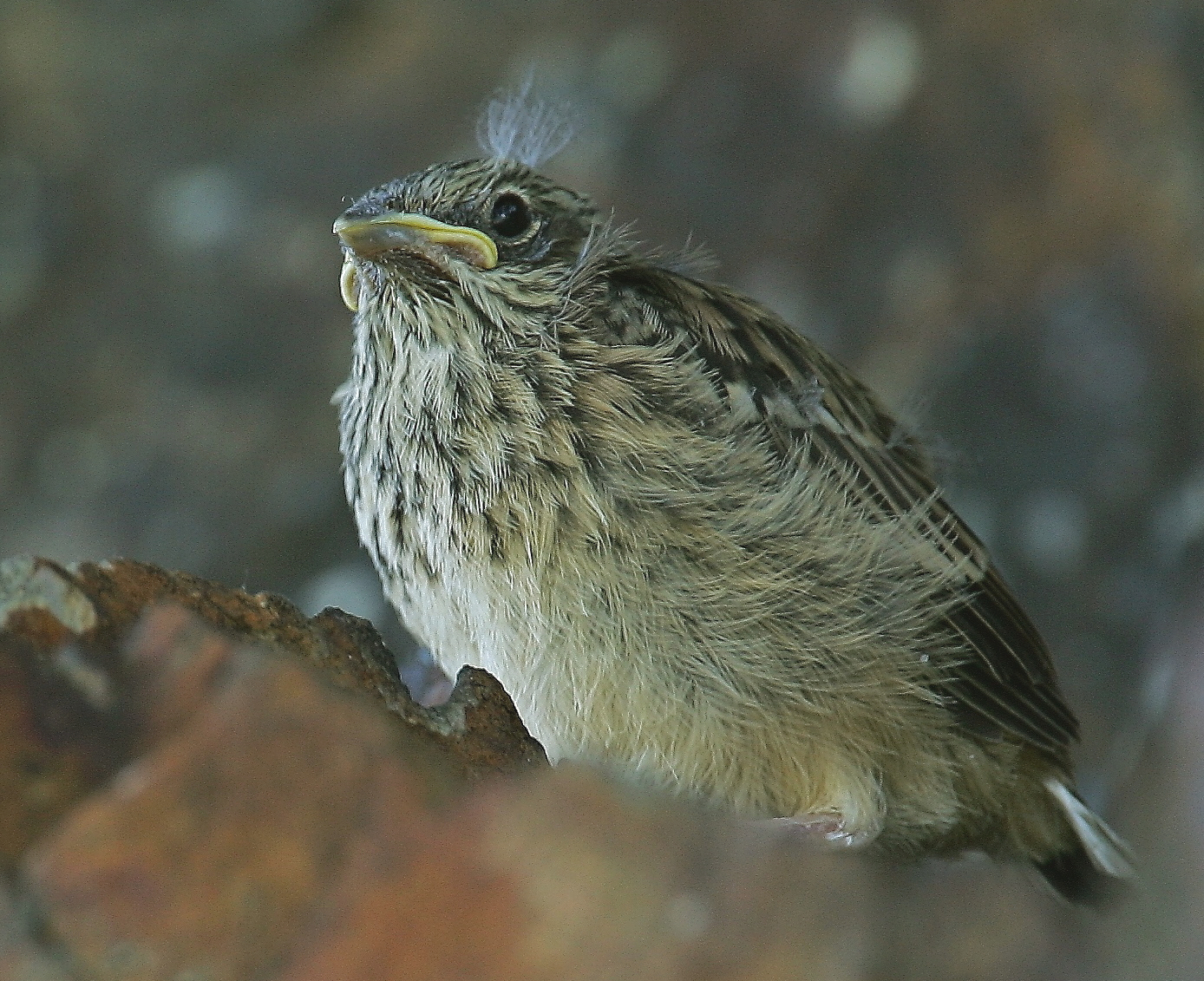
Zippammer Jungvogel, 12 Tage alt

Erst durch die im September einsetzende Kleingefiedermauser erhält der ausgewachsene Vogel sein charakteristisch gefärbtes erstes Jahreskleid.

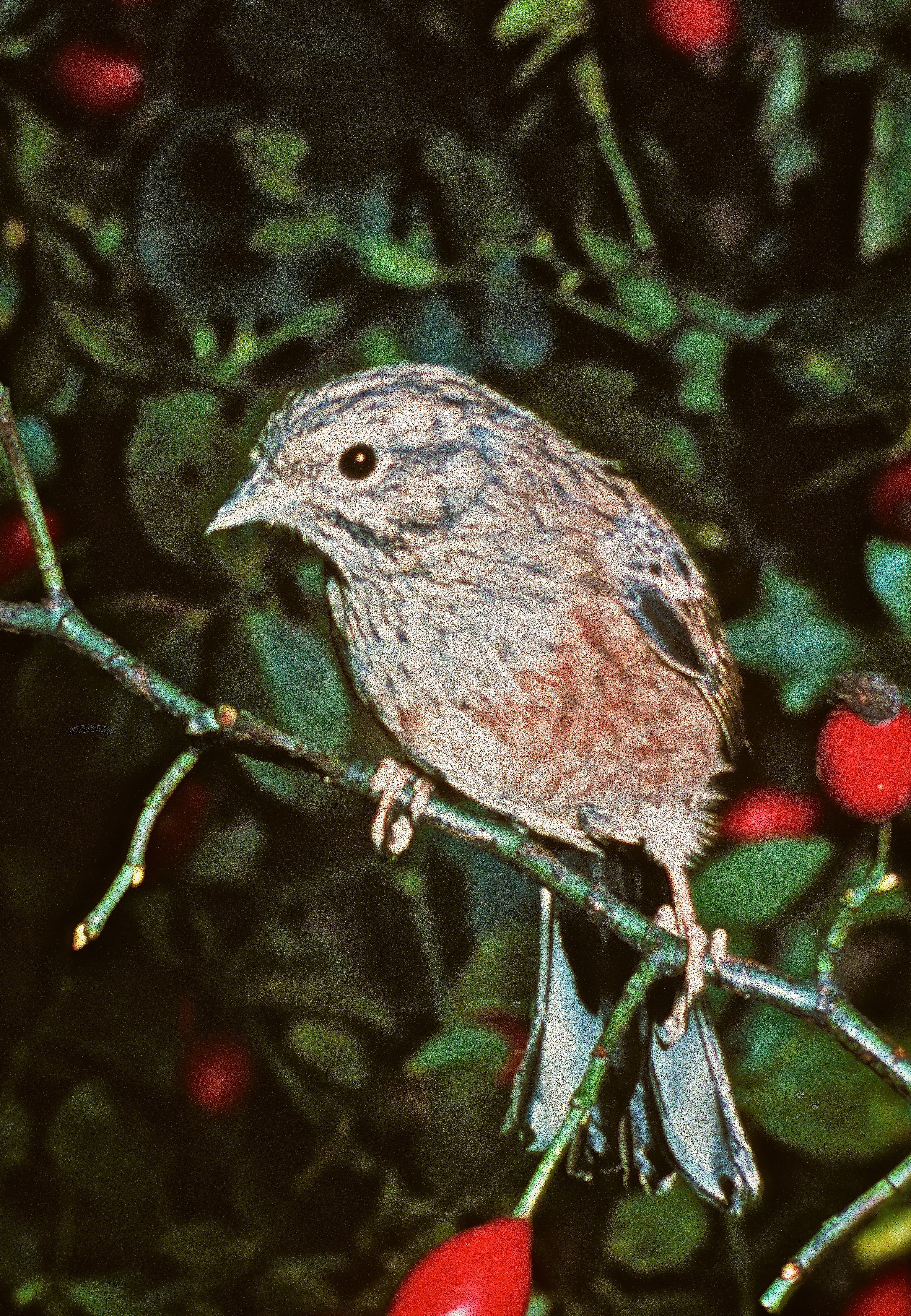
Zippammer-Jungvogel (ca. 4 Monate alt) mausert ins erste Jahreskleid.

## Lautäußerungen
Charakteristische Rufe sind ziep, zijep, seltener zip (sozialer Stimmfühlungslaut), bei Erregung tjück, dridd, züpp, zitit und tititrija oder tiritritja („Schimpflaut“, wenn am Nest überrascht), bei Gefahr (z. B. Sperber) ein langgezogenes zieh, welches von anderen Vogelarten „verstanden“ und ebenfalls geäußert wird.

### Jugendgesang
Im Herbst-Winter vernimmt man bei windstillem, sonnigem Wetter einen fortlaufend „dahinplätschernden“ leisen Gesang von Jung- und Altvögeln, gleichermaßen von Männchen und Weibchen (den sog. „subsong“, der keine Ähnlichkeit mit dem Revier- oder Territorialgesang hat).

### Revier- oder Territorialgesang

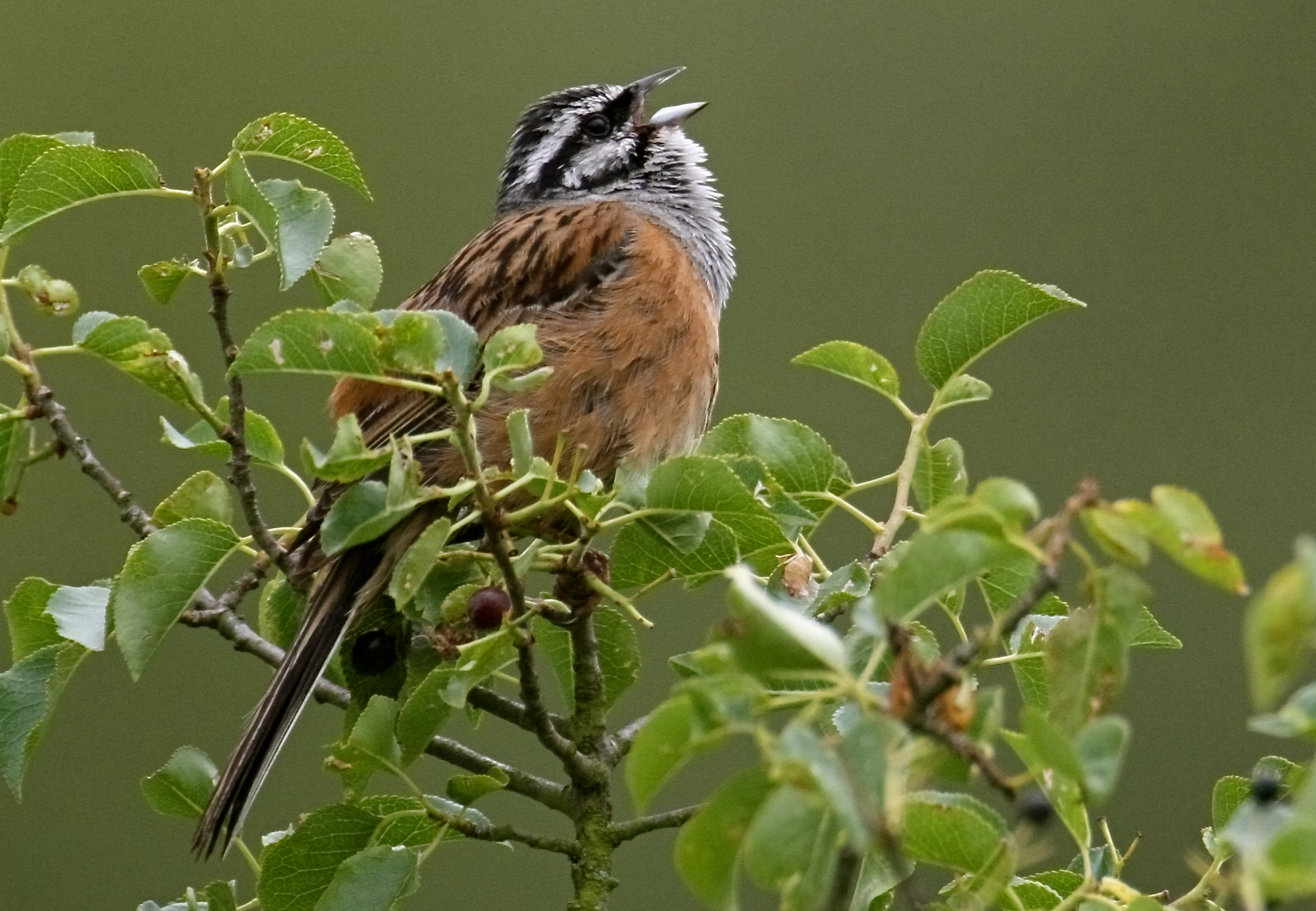
Typische Haltung der Zippammer während des („entspannten“) Reviergesangs

Der Reviergesang ist ein unauffälliger Gesang, der durch Aneinanderreihung von kaum voneinander abweichenden Strophen von jeweils zwei bis drei Sekunden den Motivgesang bildet. Er erinnert an die Gesänge von Heckenbraunelle und Rohrammer. Dieser Gesang variiert erheblich zwischen den Individuen, ist jedoch für ein Männchen über Jahre gleich. Er wird in zwei Varianten vorgetragen: Frühmorgens, ca. 20–30 Min. nach Gesangsbeginn des Hausrotschwanzes, weich melodisch über eine Länge von 30 bis zu 70 Minuten und während des Tages ohne induzierte Aggressionen, wenn z. B. das Weibchen brütet. Der Sänger nimmt bei „entspannter Situation“ während des Gesangs eine auf die Füße hinabgesunkene, vorne steil aufgerichtete Haltung ein, der Schwanz ist nach unten abgeknickt. Als Singwarten werden gerne exponierte Felszacken, Buschspitzen und randständige Weinbergpfähle gewählt. Während Territorialstreitigkeiten oder nach dem Vorspielen der Gesang-Klangattrappe klingt der Gesang dagegen hart und abgehackt (Territorialgesang), die Strophen werden verkürzt und die Gesangsdauer ist nur kurz.

## Verbreitungsgebiet und Bestand

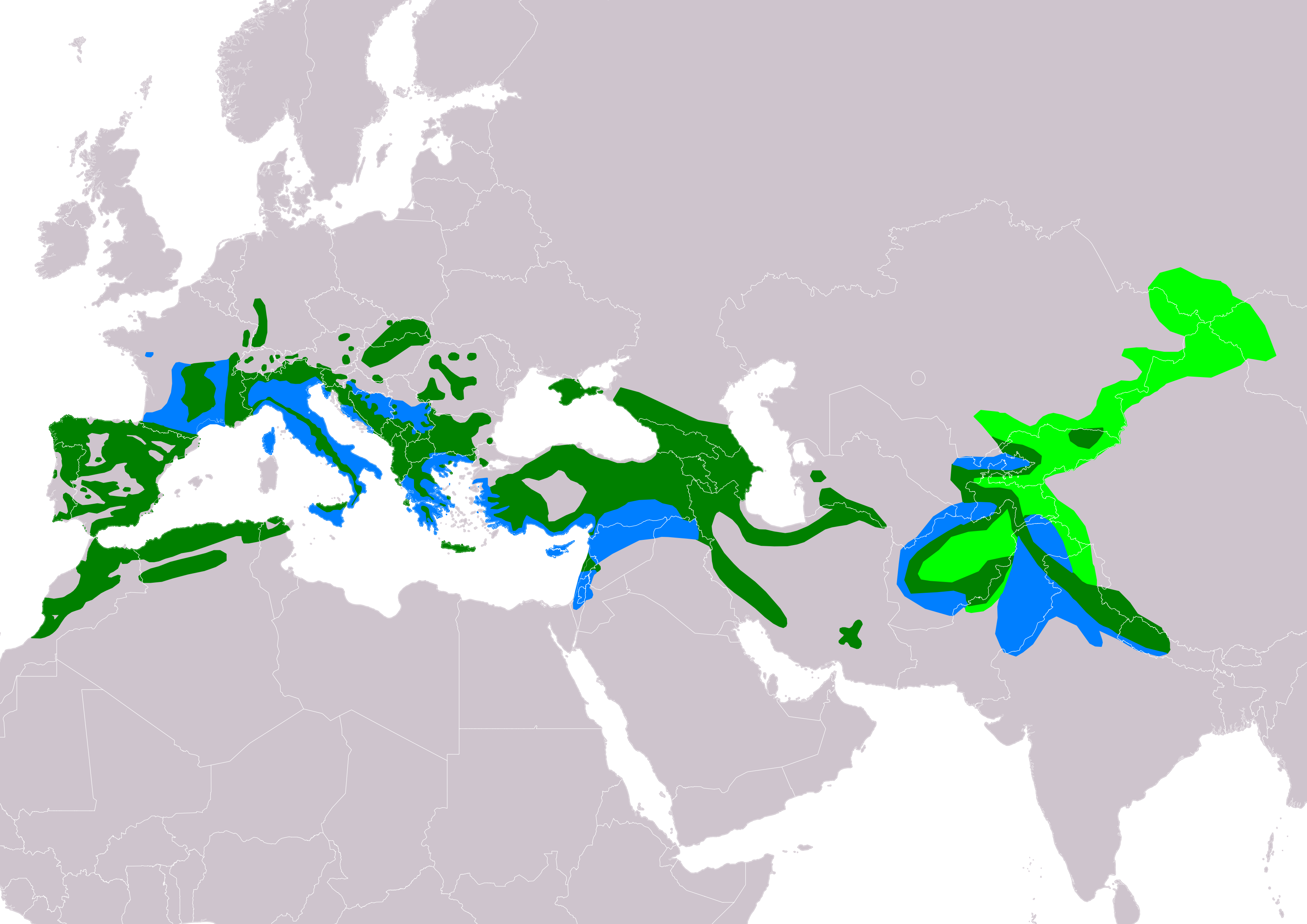
Verbreitung der Zippammer:
Brutgebiete
Ganzjähriges Vorkommen
Überwinterungsgebiete

Das Hauptverbreitungsgebiet der Zippammer ist die Mittelmeerregion, wo sie die Gebirgsregionen Südeuropas, Nordwestafrikas und Kleinasiens besiedelt. In Südeuropa ist die Zippammer in felsigen (karstigen) Gegenden verbreitet, z. B. in Gebirgen wie den Pyrenäen; in Mitteleuropa ist sie in den Alpen und den Vogesen anzutreffen. Die nördlichste Verbreitungsgrenze in Mitteleuropa liegt unterhalb des 52. Breitengrades im Sauerland bei Brilon. In Steinbrüchen südöstlich von Brilon konnten im Jahr 2010 zehn Brutreviere nachgewiesen werden. Die östlichsten bekannt gewordenen neueren Einzelbruten in Deutschland wurden aus Jena 1996 und 2010 gemeldet. Die größten Teilpopulationen liegen jedoch unterhalb etwa 50° 30‘ (Bonn, Ahr) an flussbegleitenden steilen Hanglagen des Rheins und seiner Nebenflüsse. Die Hauptvorkommen liegen in Rheinland-Pfalz und wurden für das Jahr 2008 auf etwa 180–230 Brutpaare geschätzt. Davon sind im Ahrtal ca. 30 – 60 Reviere, an der Mosel von Küsserath bis Winningen 150–200 Reviere, am Mittelrhein von Bingen bis Unkel 50–60 Paare und an der Nahe um 45 Paare vorhanden. Am Oberen Mittelrhein von Lorchhausen bis Rüdesheim ergaben sich bei jeweils zweijährlichen Zählungen von 1983 bis 1999 ziemlich konstant um 45 Zippammerreviere. Am Main wurden 2009 zwischen Veitshöchheim und Karlstadt-Kalbenstein 19 Reviere und 2011 ebendort 25 Reviere festgestellt, weitere 7 Reviere konnten bei Homburg am Kallmuth ermittelt werden. Im Vorderschwarzwald ist der Zippammer-Bestand erloschen, im Südschwarzwald sind es aktuell nur noch sicher 2–3 Reviere, 2009 wurden 6 Reviere nachgewiesen. In der Pfalz ist die Zippammer als Brutvogel ebenfalls verschwunden. Seit den 90er Jahren ist dort der Bestand von 20 Revieren auf Fichtenkahlschlägen des Pfälzerwalds erloschen. Eine Brut konnte 1990 in der Süd-Pfalz nachgewiesen werden, danach wurden dort von 2009 bis 2011 nur einzelne unverpaarte Männchen beobachtet. Die Bestände insgesamt haben in Mitteleuropa wohl überwiegend auf Grund von Veränderungen in der Landschaftsstruktur seit etwa 1960 stark abgenommen. Es wird vermutet, dass Zippammern, die an die klimatisch bevorzugten Gebiete – Weinstandorte an den Flusshängen von Ahr, Mosel, Nahe, Rhein und Main – adaptiert sind, nicht als Quellpopulationen für an das raue Gebirgsklima angepasste Zippammern z. B. des Pfälzerwalds und des Schwarzwalds fungieren konnten. In der Roten Liste der Brutvögel Deutschlands von 2020 wird die Art in der Kategorie 1 als vom Aussterben bedroht geführt.

## Lebensraum
Zippammern, deren Vorzugshabitat Weinberge bilden, lieben südexponierte, schütter bewachsene, steile und felsige Hänge, wie sie häufig flussbegleitend an Mittelrhein, Ahr, Mosel, Nahe und Main anzutreffen sind. Die bereits meist Jahrhunderte zurückliegende Vegetationsfreistellung steiler Hänge für den Weinbau und die Schaffung von terrassierten Flächen kam auch der Zippammer zugute, da sie bodenoffene, trockenrasenartige Steilflächen besonders bevorzugt, waldige oder durchgängig verbuschte Hänge als Brutreviere aber meidet. Reine großflächige Weinberghänge werden seltener als Reviere akzeptiert. Sie sollten durchsetzt sein von locker verbuschten Trockenrasen- und Felsheideflächen sowie Blockschutt- oder Lesesteinhalden. Die angrenzenden, durch Trockenheit geprägten Waldsäume mit ihrer zwergwüchsigen Baumvegetation werden als wichtiges Nahrungsreservoir (Insektenlarven für die Jungenaufzucht) mit in die Reviere integriert. Die gebirgsadaptierten Zippammern, die im Schwarzwald und in den Vogesen in den Steilhängen um 1300 m Höhe brüten (in der Schweiz im Wallis bis 2300 m) sind raues Klima mit Sturm, Nebel und Regen gewöhnt, auch während der Brutzeit. Im Schwarzwald und in den Vogesen werden neben den felsigen Kammlagen auch steile Forstfreiflächen (Kahlschläge, Windwurfflächen) besiedelt. So waren auch reine Fichtenwald-Kahlschläge am Ostabfall des Pfälzerwalds bis 1990 geeignete Bruthabitate. Der Verlust solcher Freischläge, wie auch ehemaliger Weidfelder fürs Vieh usw. sind dort wie im Schwarzwald wohl maßgebend für den Rückgang der Zippammer-Populationen, bis hin zum Aussterben, verantwortlich. Die Weinberge besiedelnden Zippammern sind in ihrem Bestand mehr durch Flurbereinigung und fortschreitende Verbuschung aufgelassener Weinberglagen bedroht. Global ist diese Art nicht bedroht. Daher stuft die IUCN diese Art als Least Concern (potenziell gefährdet) ein.

## Lebensweise

### Zugverhalten

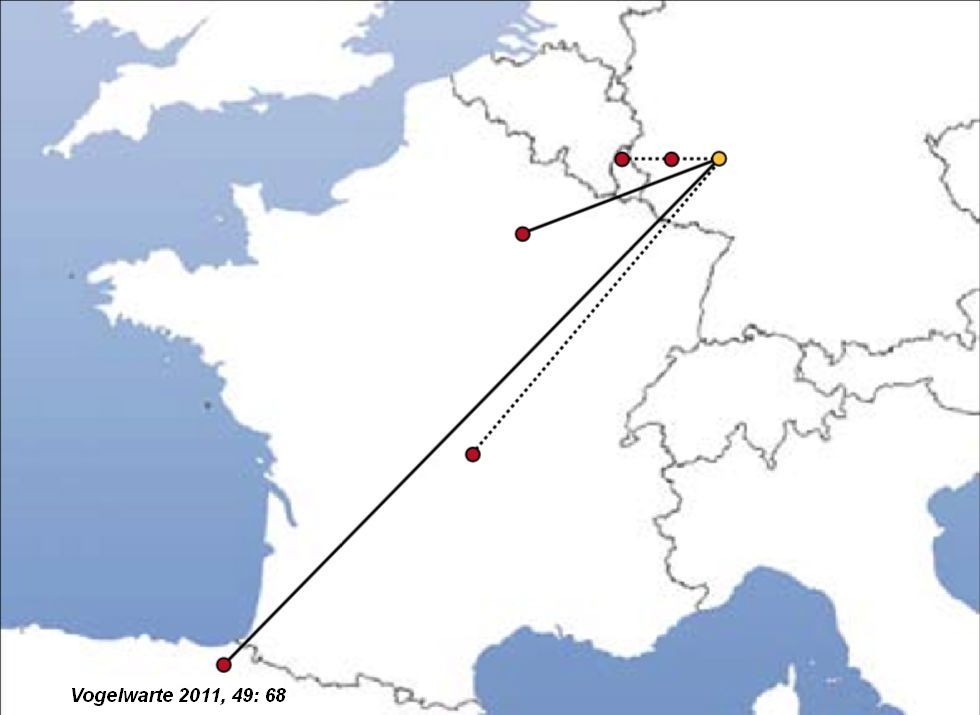
Wiederfunde von Zippammern des Mittelrheins; durchgezogene Linie: dieselbe Zugsaison (erstes Jahr nach Erbrütung); gestrichelte Linie: spätere Saison (spätere Jahre nach Erbrütung)

Ein Drittel der Population überwintert am Mittelrhein. Dies konnte durch Winterbeobachtung der zur Brutzeit farbig beringten Brutvögel festgestellt werden. Auch Zuzügler sind im Winter anwesend. Die Population der Fichten-Kahlschläge am Ostabhang des Pfälzerwalds verließ ihre höher gelegenen Brutplätze vollständig im Oktober–November. Viele dieser dort farbig beringten Zippammern konnten direkt danach auf dem klimatisch sehr milden „Vogelsang“ bei Neustadt/Weinstraße (ca. 5–10 km Luftlinie) den ganzen Winter über beobachtet werden. Fünf Fernfunde von Brutvögeln des Mittelrheins zeigen für den ziehenden Anteil der Zippammern in Richtung Westen und Südwesten. Erste Zug-Leitlinie könnte der Fluss Nahe sein. Der entfernteste Wiederfund stammt von den Basses-Pyrénées, 1020 km entfernt, nahe Biarritz. Im Herbst kommt es zur Bildung kleiner Trupps, die den Winter über bis Ende Februar bestehen bleiben. Anfang März werden dann die Reviere von den lokalen und zurückkehrenden Männchen besetzt, etwa eine Woche später erscheinen die zurückkehrenden Weibchen.

### Revierverhalten
Revierinhaber des Vorjahrs sind reviertreu und verteidigen ihr Revier gegenüber vorjährigen Männchen. Hat ein junges Männchen bereits ein Revier besetzt, bevor das letztjährige alte Männchen (Zugvogel) zurückgekehrt ist, kann es zu tagelangen heftigen Verfolgungsjagden und Luftkämpfen kommen. Alle Beobachtungen an einer über Jahre farbig beringten Zippammer-Population zeigten, dass immer das alte Männchen diesen Revierkampf gewann. Bis zu ihrem Verschwinden besetzen Männchen immer wieder dasselbe Revier, nachgewiesen bis zu acht Brutperioden hintereinander. Weibchen kehren wohl meist ebenfalls ins vorjährig besetzte Revier zurück, in einem Fall vier Brutperioden hintereinander, dieses Weibchen blieb dann auch verpaart mit demselben Männchen. Ist ein Männchen bereits verpaart, wechselt das Weibchen das Revier. Wahrscheinlich sind Weibchen weniger partner- als reviertreu. Das Durchschnittsalter der Männchen liegt bei 2,6, bei den Weibchen bei 2,0 Jahren. Das älteste Männchen, das als Revierinhaber beobachtet wurde, befand sich im 9. Kalenderjahr, das älteste immer noch reproduktive Weibchen mindestens im 9. Kalenderjahr. Die Reviergröße schwankt sehr stark und beträgt in den steilen Hanglagen am Mittelrhein um 6000 m².

### Brutverhalten

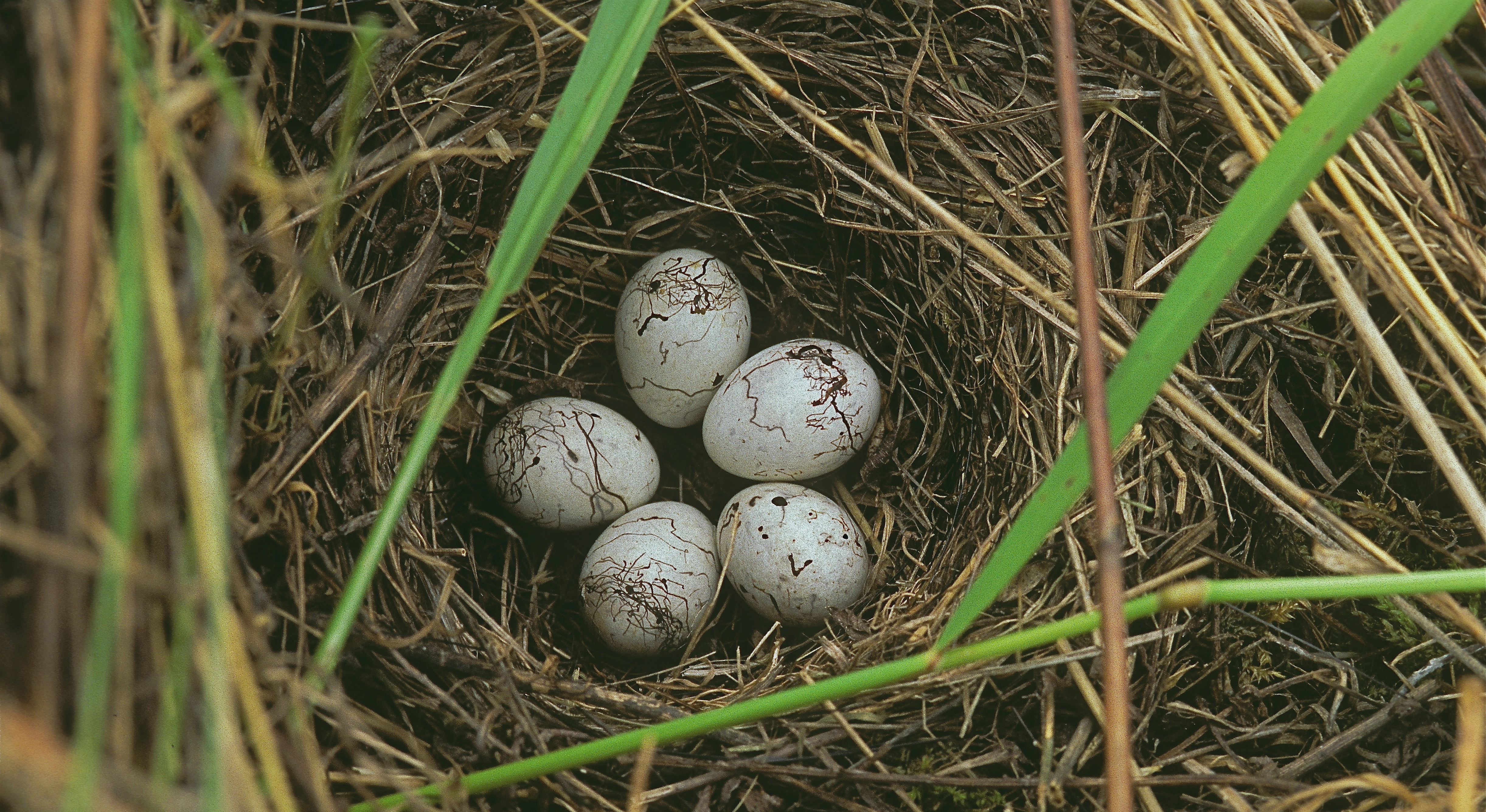
Zippammer-Gelege: vier, selten fünf Eier

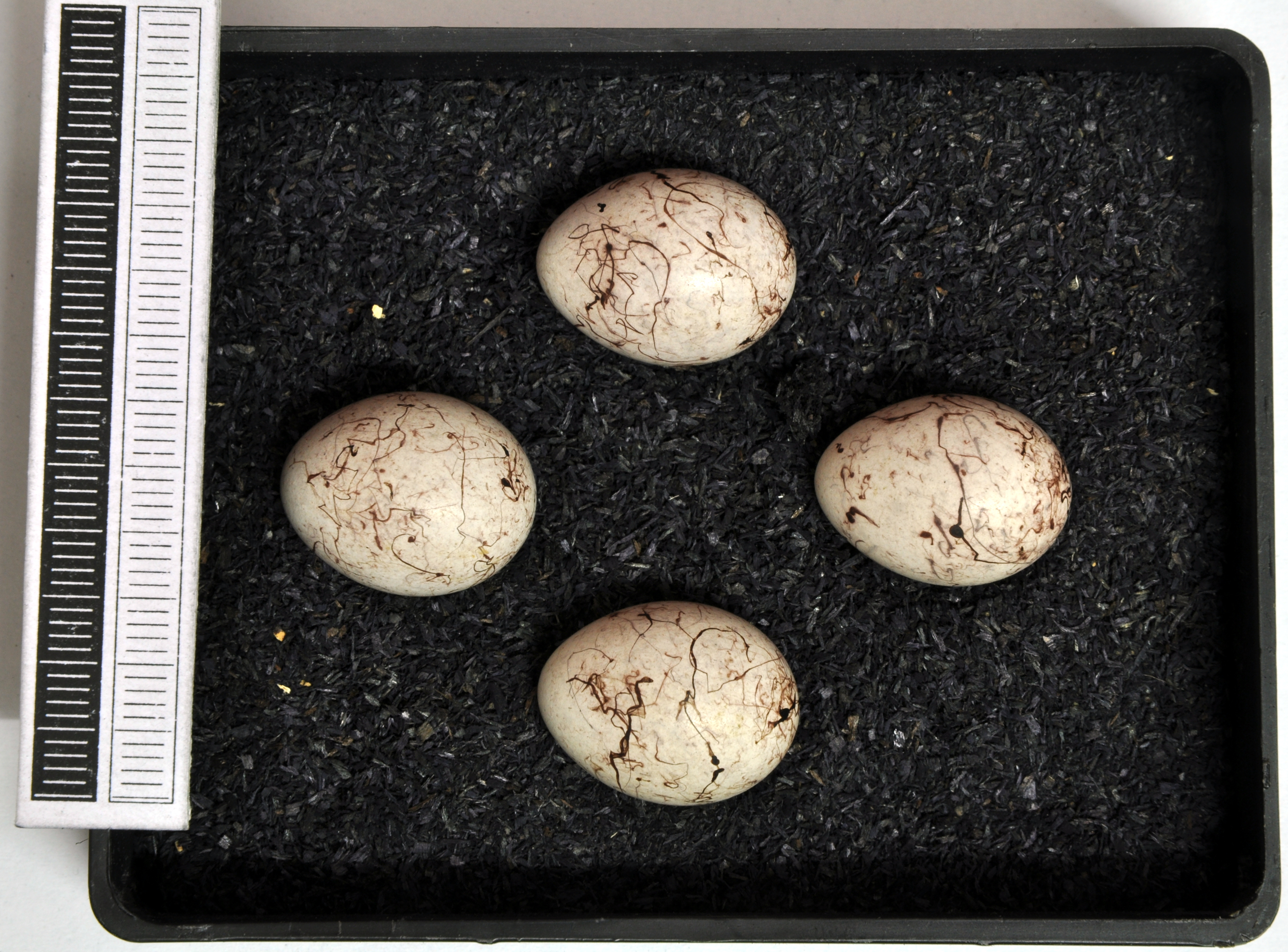
Gelege, Sammlung Museum Wiesbaden

Der Nestbaubeginn ist sehr witterungsabhängig, im 10-Jahres-Mittel lag die Hauptnestbau-Aktivität um den 22. April. Der Nistplatz befindet sich in überwiegend von Weinbergen dominierten Revieren häufig in den Weinbergzeilen unter knorrigen, schräggewachsenen Rebstöcken, die durch Grasbüschel o. Ä. gut umwachsen sind. Dort, wo felsige Felsheideflächen dominieren, befindet sich das Nest versteckt in einer Nische oder unter einem vorspringenden Stein, verdeckt durch umgebende Vegetation. Auch Mulden auf von niederer Vegetation überwachsenen Mauerkronen werden gewählt. Zweitbruten werden häufig in Astgabelungen von Weinrebstöcken angelegt. Der Legebeginn erfolgt witterungsabhängig Ende April bis Anfang Mai. Vier Eier sind die Regel, welche jeweils im Abstand von einem Tag gelegt werden, seltener sind es fünf, ausnahmsweise sechs Eier.
Die Eifarbe ist ein graues Weiß, am stumpfen Ende befinden sich vermehrt braunschwarze Schnörkel, häufig in einem Klecks endend. Mit dem letzten Ei beginnt die vierzehntägige Bebrütung durch das Weibchen. Die frisch geschlüpften Jungen besitzen entlang der späteren Federfluren einen grauen Haar-Federflaum. Sie werden mit Insekten gefüttert, insbesondere Schmetterlingsraupen und Heuschrecken. Nach vier Tagen öffnen die Jungen die Augen; zu dieser Zeit heben sich die Blutkiele deutlich an den Flügelumrissen ab, auch am Schwanz treten sie hervor. Ab dem zehnten Tag verlassen sie das Nest. Zu diesem Zeitpunkt können sie sich bereits flatternd fortbewegen. Nach dem Ausfliegen werden die Jungen noch knapp zwei Wochen gefüttert, betteln aber immer noch beide Altvögel oder auch fremde Zippammern an. Es konnten regelmäßig zwei Bruten, in Ausnahmefällen auch drei Bruten pro Jahr nachgewiesen werden, die Drittbrut zieht sich dann bis in den August hinein. Im Herbst und Winter besteht die Nahrung der Zippammern überwiegend aus Sämereien.

## Unterarten
Bisher sind sechs Unterarten bekannt:
- Emberiza cia cia Linnaeus, 1766 – Die Nominatform kommt im zentralen und südlichen Europa über den Balkan und den Norden der Türkei, sowie dem Nordwesten Afrikas vor.
- Emberiza cia hordei C. L. Brehm, 1831 – Diese Unterart kommt in Griechenland über den Süden der Türkei und südlich bis Israel und Jordanien vor.
- Emberiza cia prageri Laubmann, 1915 – Diese Unterart ist im Kaukasus, der südlichen Ukraine, dem Osten der Türkei und dem südwestlichen und nördlichen Iran verbreitet.
- Emberiza cia par Hartert, 1904 – Diese Subspezies ist im Nordosten des Irans über Zentralasien und den Norden Pakistans verbreitet.
- Emberiza cia stracheyi F. Moore, 1856 – Diese Unterart kommt im nordwestlichen Himalaya über den Südwesten Tibet und Nepal vor.
- Emberiza cia. flemingorum J. Martens, 1972 – Diese Unterart kommt in Zentralnepal vor.

## Etymologie
Der deutsche Name Zippammer geht wahrscheinlich auf den Stimmfühlungslaut „zi“ bzw. Erregungslaut „zip“ zurück, der englische Name „Rock Bunting“ auf die Vorliebe der Zippammern für Felshänge und der französische Namen „Bruant fou“ (verrückte Ammer) auf ihr vertrautes Verhalten, das in früheren Jahrzehnten von den Vogelfängern in Südwest-Europa ausgenutzt wurde.

## Einzelbelege
1. 1 2  Torsten Ryslavy, Hans-Günther Bauer, Bettina Gerlach, Ommo Hüppop, Jasmina Stahmer, Peter Südbeck & Christoph Sudfeldt: Rote Liste der Brutvögel Deutschlands, 6. Fassung. In: Deutscher Rat für Vogelschutz (Hrsg.): Berichte zum Vogelschutz. Band 57, 30. September 2020.
2. 1 2 3  Glutz von Blotzheim, U.N. & Bauer, K. N.(Hrsg.) 1997: Handbuch der Vögel Mitteleuropas. Emberiza cia L. – Zippammer. Band 14,III, Passeriformes 1518-1555, Aula-Verlag, Wiesbaden.
3. 1 2 3 4 5 6 7 8 9 10 11  Schuphan I. 1972: Zur Biologie und Populationsdynamik der Zippammer (Emberiza c. cia L.). Diplomarbeit Naturwissenschaftliche Fakultät, Johannes Gutenberg-Universität Mainz, 1972. http://www.hgon.de/service/downloads/
4. ↑  Schuphan I.& Heseler U.,1965: Kennzeichen für Alter und Geschlecht bei der Zippammer. Vogelwarte, 23:77-79
5. ↑  Colin Harrison und Peter Castell: Jungvögel, Eier und Nester der Vögel Europas, Nordafrikas und des Mittleren Ostens. S. 441.
6. 1 2 3 4 5 6  Schuphan, I. 2011 a: Die Zippammer (Emberiza cia), eine große Klimaunterschiede ertragende Vogelart. Vogelwarte, 49: 129-136.
7. ↑  Stein, F-J. 2011: Ergebnisse der Bestandsaufnahme genauer erfasster Arten für das Jahr 2010. Irrgeister 28: 24
8. ↑  Hahn, S. & Reinhardt, K., 1997: Die Zippammer Emberiza cia L. im mittleren Saaletal bei Jena. Thüring. Ornithol. Mitt. 47: 49-52
9. 1 2 3 4  Schuphan, I. 2011 b: Habitat-Strukturen und populationsdynamische Parameter einer Population der Zippammer (Emberiza cia): Nutzbare Basisdaten für zukünftige Zippammer –Managementpläne . Vogelwarte, 49: 65-74
10. 1 2  Schlotmann, F., Dietrich, E. 2012: Die Avifauna der Weinanbaugebiete in Rheinland-Pfalz. Fauna Flora Rheinland-Pfalz, 12: 629-702
11. ↑  Bosselmann J. 2008: Zippammer-Beobachtungen (Emberiza cia) 2005-2008 in Rheinland-Pfalz, Bestandsschätzungen.  Pflanzen und Tiere in Rheinland-Pfalz. Berichtsjahr 2007, H. 18: 152-155, Mayen
12. ↑  Hausch, I. 1999: Zippammern (Emberiza cia) im Rheingau. Jb. nass. Ver. Naturkde, 120: 105-111
13. ↑  Schuphan, I. 2011 c: Bestand und Verbreitung der Zippammer Emberiza cia in Bayern im Bereich zwischen Karlstadt und Veitshöchheim und an der Fränkischen Saale bei Hammelburg 2009. Ornithol. Anz. 50: 61-68
14. ↑  Schuphan, I. 2011 d: Altersstruktur der Zippammer-Population Emberiza cia in Bayern 2011 am Kallmuth bei Homburg am Main und zwischen Karlstadt und Veithshöchheim. Ornithol. Anz. 51: 182-189
15. 1 2  Deuschle, J., Straub, F., Kratzer, D., Schuphan, I., Dorka, U. & Plank, A. 2010. Natura 2000 Managementplan „Südschwarzwald“, MaP-Bearbeitung der Zippammer (Emberiza cia L.) in Vogelschutzgebieten Baden-Württembergs (MaP-Gebiete 2009-1010), Teilbeitrag für das Vogelschutzgebiet 8441-441 Südschwarzwald, Landesamt für Umwelt, Messungen und Naturschutz, Baden-Württemberg (LUBW), Karlsruhe
16. 1 2 3 4  Groh, G. 1988: Zur Biologie der Zippammer (Emberiza cia cia L.) im Pfälzerwald. Mitt. Pollichia, 75: 261-287, Bad Dürkheim
17. ↑  Schuphan, I. & Grimm, F. 2012: Die Zippammer (Emberiza cia) in der Südpfalz – systematische Suche nach Vorkommen auf Kahlschlaghängen und Windwurfflächen im Pfälzer Wald. Fauna Flora Rheinland-Pfalz, 12: 703-712
18. ↑  Janz, U. 2010: Beobachtungen der Zippammer (Emberiza cia) in der Südpfalz. Fauna Flora Rheinland-Pfalz, 11: 1199-1207
19. ↑  Schuphan, I. 2007: Langfristige Einflüsse von Pflegemaßnahmen, Flurbereinigung und Klimaerwärmung auf eine farbig beringte Teilpopulation der Zippammer Emberiza cia L. am Mittelrhein. Vogelwarte, 45: 299-300
20. ↑  Schuphan, I. & Schuphan, D. 2011: Zippammer und Apollofalter an der Untermosel. Der Falke, 11: 448-450
21. ↑  Emberiza cia in der Roten Liste gefährdeter Arten der IUCN 2013.2. Eingestellt von: BirdLife International, 2012. Abgerufen am 26. Mai 2014.
22. ↑  IOC World Bird List Buntings, sparrows & bush tanagers
23. ↑  Cabard, P. & Chauvet, B 2003 L'étymologie des noms d'oiseaux: Origine et sens des noms des oiseaux du Paléarctique occidental, éditions Belin